# 梦境论证

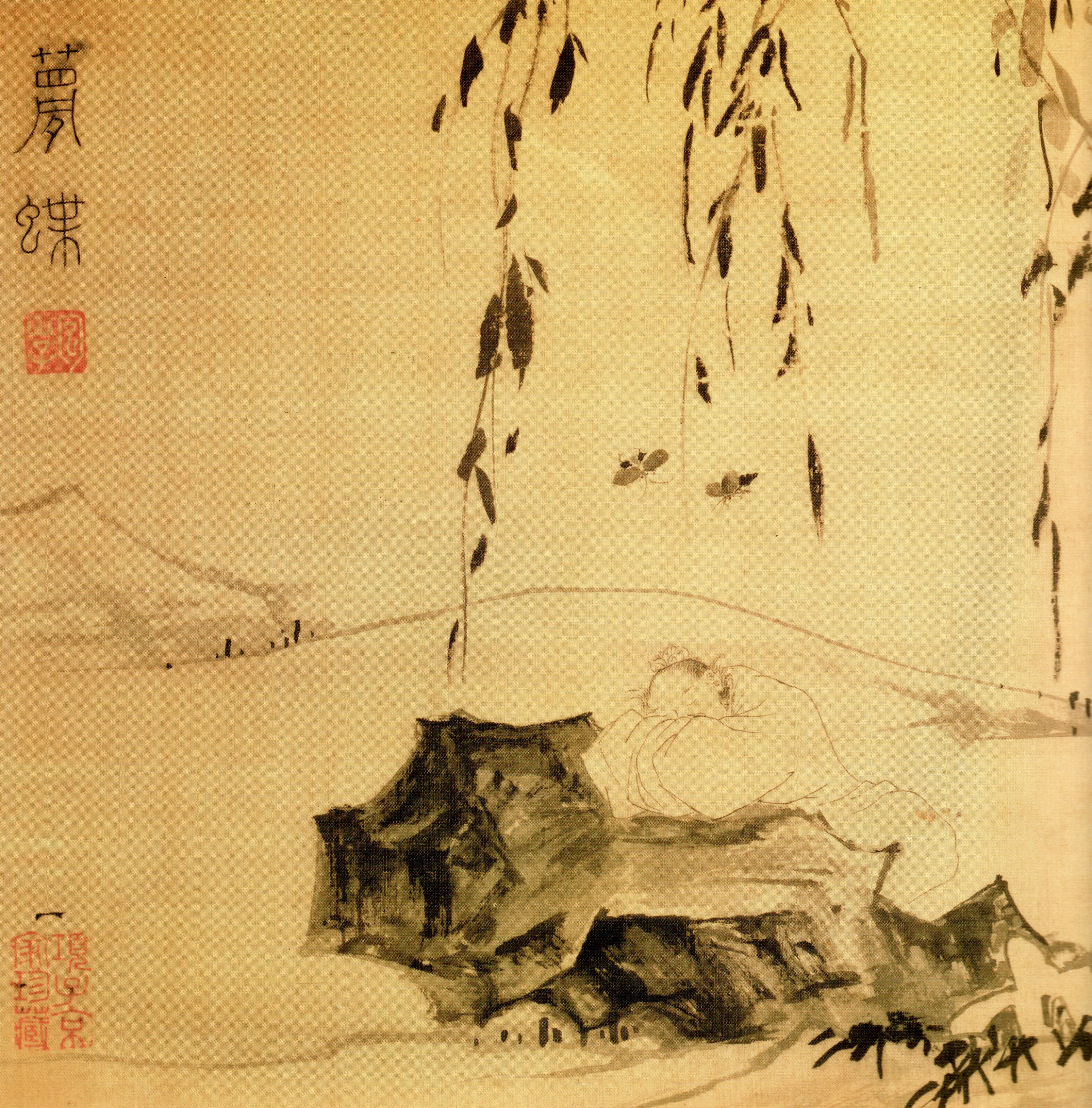
庄子曾梦见自己变成了一只蝴蝶，醒来后他不禁感到困惑：到底是自己在梦中变成了蝴蝶，还是一只蝴蝶在梦中变成了庄子？

梦境论证（英語：Dream argument）是一种由梦境的虚幻性质出发而针对现实提出的一种假设，认为既然梦境中的事物都是虚假的，然而梦中的感官却对它们深信不疑，那么人们就应当有理由怀疑清醒状态下的现实世界，是否也如梦境一般只是虚幻。

## 简述
人在做梦时往往不会察觉到自己正在做梦。甚至有时候，梦里包含着另一层梦，当人们意识到自己做梦并从中醒来，事实上他们仍处于梦中。这些事实引发了哲学家的思考，他们好奇，是否有某种方法可用于确信自己的清醒状态，以排除自己处于一场永久梦境中的可能。
在西方哲学中，这个问题最初受到柏拉图、亚里士多德以及学院怀疑主义的关注。 最出名的哲学论证来自勒内·笛卡尔的《第一哲学沉思录》，在这部作品里，梦境论证被应用于笛卡尔对知识确定性的论证之中。
对于东方哲学，与此类似的论证被称为"庄子悖论"：
梦饮酒者，旦而哭泣；梦哭泣者，旦而田猎。方其梦也，不知其梦也。梦之中又占其梦焉，觉而后知其梦也。且有大觉而后知此其大梦也，而愚者自以为觉，窃窃然知之。君乎，牧乎，固哉！丘也，与女皆梦也；予谓女梦，亦梦也。是其言也，其名为吊诡。万世之后，而一遇大圣知其解者，是旦暮遇之也。——庄子《齐物论》12
（翻译：梦中饮酒作乐的人，醒来之后或许痛哭流涕；梦中哭泣的人，醒来后或许欢快的出门狩猎。人在梦中不知自己是在做梦。或许还会在梦中占卜，询问梦的凶吉，醒后方知是在做梦。将来某日，清醒降临在众人之中，那时人们才从这场巨大的梦里醒来。但现时愚蠢的人啊，他们自以为清醒，以为自己知晓所有。他们所谓君主、牧人，好像一切都固定不变。但我说就如孔夫子也如你们一样，是处在梦中。我说你们在做梦，我也在做梦。上面这些言语可称为十足的奇特与怪异。万世之后，假若有朝遇上一位圣人，他或许理解其中的意涵，对他而言这些言语就如日常一般平凡。）
梦境论证被收录在瑜伽行唯识学派哲学家世亲的《唯色二十论》中。
在大乘佛教和藏传佛教中，梦境论证也有重要的地位。一些佛教思想学派（例如大圆满）认为人们所感知的现实并非真实。正如南开诺布仁波切所说：对真实感官而言，我们在人生中所见的一切都如一场大梦... 在这句话中，"所见"并非仅指代视觉刺激，而是包含一切感受，包括声音、气味、味道和触感，以及心灵中的感知对象。

## 模拟现实
对梦境的感知促使人们争论，现实是否也是一场幻觉。心灵会误以为想象出来的世界为"真实"，那这就说明的确存在某种对现实的模拟可以骗过心灵，并且这种模拟发生的十分频繁，正如人们每晚都会做梦。
认为现实并非梦境的人必须承认，心灵——至少是处于睡眠状态中的心灵——并不可靠，它无法分辨现实与虚幻。

## 批评
约翰·洛克和托马斯·霍布斯曾分别尝试反驳笛卡尔的梦境论证。洛克认为，人在梦境中无法体验疼痛。但最近几十年的科学研究反驳了洛克的说法，它们指出人在梦境中能够体验到疼痛，只不过很少发生。 哲学家本·斯普林格特认为，洛克或许会这么反驳相关的科学研究结论：现实中踏进火坑与梦中踏进火坑的痛苦必定不同。霍布斯提出，人在梦中易受荒谬事件影响，但清醒时不是这样的。
许多当代哲学家尝试在细节层面反驳这种梦境怀疑主义。 欧内斯特·索萨于2007年针对这个话题撰写了专著，在这本作品中，他提出了一种关于梦境的新理论，并注意到这种理论能引发一种新的怀疑主义，他随后对这个怀疑论进行了反驳。在《一种美德认识论（A Virtue Epistemology）》中，索萨写道，"我们在梦中并不真的相信某事；我们只是假装相信。" Jonathan Ichikawa (2008) 和 Nathan Ballantyne & Ian Evans (2010) 批评了索萨的说法，Ichikawa 论证说，既然我们同时也无法确信清醒状态下的自己是真的相信，而不是想象自己相信现实种的事物，那么我们也就无法确信自己到底是清醒还是在做梦。
诺曼·马尔科姆在其作品《做梦》中详细阐述了维特根斯坦有关梦境的疑问：谈论梦境的人"是在梦中真实的看到了这些图像，还是说只在他们醒来后的回忆中呈现如此"，这是否重要？马尔科姆认为，"我现在睡着了"是个无意义的表达，因为梦不能在醒时存在，所以梦境叙述总是一种过去时，因此由梦境衍生出的怀疑主义源于"混淆了历史的过去时态与梦境的过去时态"。在书中"我知道我醒着吗？"一章中，马尔科姆认为我们不必说"我知道我现在是醒着的"，因为一个人否认自己醒着是荒谬的。
梦境假设也被用于构思一些其它的哲学概念，例如杰罗姆·J·瓦尔伯格的个人视野：假如一切都是一场梦，那么这个世界内部会是什么样的？

## 引用
1. ↑  爱比克泰德，《语录》卷一，第五章，第六节
2. ↑  Chögyal Namkhai Norbu Dream Yoga And The Practice Of Natural Light Edited and introduced by Michael Katz, Snow Lion Publications, Ithaca, NY, ISBN 1-55939-007-7, pp. 42, 46, 48, 96, 105.
3. ↑  René Descartes, Meditations on First Philosophy （页面存档备份，存于）.
4. ↑  Anolli, Luigi. . IOS Press. 2006  [2022-06-30]. ISBN 978-1-58603-662-1. （原始内容存档于2022-04-21） （英语）.
5. ↑  Mazzoni, Giuliana A. L.; Loftus, Elizabeth F. . Consciousness and Cognition. 1996-12-01, 5 (4)  [2022-06-30]. ISSN 1053-8100. doi:10.1006/ccog.1996.0027. （原始内容存档于2018-12-23） （英语）.
6. ↑  Knoth, Inga Sophia; Schredl, Michael. . International Journal of Dream Research. 2011-05-23  [2022-06-30]. ISSN 1866-7953. doi:10.11588/ijodr.2011.1.9074. （原始内容存档于2021-10-26） （英语）.
7. ↑  .   [2022-06-30]. （原始内容存档于2022-05-27） （美国英语）.
8. ↑  Stone, Jim. . Philosophical Studies. 1984-05-01, 45 (3). ISSN 1573-0883. doi:10.1007/BF00355443 （英语）.
9. ↑  Sosa, Ernest (2007). A Virtue Epistemology: Apt Belief and Reflective Knowledge. New York: Oxford University Press. ISBN 978-0-19-929702-3.